# Großsteingrab Morzyca
Das Großsteingrab Morzyca (auch Großsteingrab Blumberg genannt) war eine megalithische Grabanlage der jungsteinzeitlichen Trichterbecherkultur bei Morzyca (deutsch Blumberg), einem Ortsteil von Dolice (deutsch Dölitz) in der Woiwodschaft Westpommern in Polen. Es wurde im 19. Jahrhundert zerstört.

## Lage
Nach einem Bericht von 1826 befand sich das Grab etwa 1000 Schritt (ca. 750 m) südwestlich von Morzyca auf der Straße nach Pomietów (deutsch Pumptow), am Rand eines Birkenwalds.

## Beschreibung
Die Anlage war auf einem flachen Erdrücken errichtet und besaß ein langes Hünenbett, das sich „wie ein Steindamm“ quer über die Straße hinzog. Zur Orientierung und den genauen Maßen des Betts liegen keine Angaben vor. Über eine Grabkammer ist nichts bekannt.